# Ralph Andrews
Pour les articles homonymes, voir Andrews.
Ralph Raymond Andrews, né en 1945 à Evanston, juste au nord de Chicago dans l'Illinois et mort le 31 janvier 2006 au Centre Correctionnel de Stateville, près de Chicago, est l'auteur de diverses agressions sexuelles et tentatives de meurtre sur des adolescentes.
Arrêté en 1993 pour le meurtre de Virginia Griffin, une femme de 41 ans retrouvée violée et assassinée, il est reconnu coupable et condamné à la prison à perpétuité. Il avouera par la suite avoir tué Susan Clark, âgée de 16 ans, et est suspecté d'être l'auteur d'autres meurtres intervenus entre 1972 et 1993 dans la région de Chicago.